# Andrena labergei
Andrena labergei är en biart som beskrevs av Ribble 1968. Andrena labergei ingår i släktet sandbin, och familjen grävbin. Inga underarter finns listade i Catalogue of Life.